# Ternant (Côte-d’Or)
Ternant – miejscowość i gmina we Francji, w regionie Burgundia-Franche-Comté, w departamencie Côte-d’Or.
Według danych na rok 1990 gminę zamieszkiwały 73 osoby, a gęstość zaludnienia wynosiła 4 osoby/km² (wśród 2044 gmin Burgundii Ternant plasuje się na 837. miejscu pod względem liczby ludności, natomiast pod względem powierzchni na miejscu 510.).